# Halloween Kills
Halloween Kills è un film del 2021 diretto da David Gordon Green.
La pellicola è il sequel del film Halloween (2018) e il 12° film del franchise di Halloween.

## Trama
La notte di Halloween del 2018, Laurie Strode, la figlia Karen e la nipote Allyson, hanno intrappolato Michael Myers nel seminterrato della casa di Laurie per poi dare fuoco all'abitazione. Dopo la fuga delle tre, alcuni pompieri si recano sul posto e, involontariamente, liberano l’assassino che riprende quindi la sua carneficina partendo proprio con i pompieri stessi, che provano a difendersi inutilmente. Laurie viene nel frattempo portata in ospedale a causa delle gravi ferite riportate nello scontro con Myers, che nel frattempo è anche arrivato nella casa dei vicini di Laurie, Phil e Sandra, uccidendoli (anche se Sandra si rivelerà alla fine sopravvissuta).
Nel frattempo, durante una festa, dove sono presenti, tra gli altri, Marion Chambers, Lonnie Elam, Tommy Doyle e Lindsey Wallace i notiziari televisivi riportano dell’incidente dell’autobus di poche ore prima e degli omicidi avvenuti ad Haddonfield. Lonnie viene contattato dal figlio Cameron, che nel frattempo ha trovato e soccorso l’agente Hawkins, gravemente ferito ma ancora vivo, mentre Tommy intuisce come dietro tutto vi sia Myers, per cui decide di creare dei gruppi di vigilanza per tutta Haddonfield con lo scopo di trovare e uccidere il maniaco.
In ospedale, Karen e Allyson vengono avvisate dalla polizia che Myers è ancora vivo ma Karen mente a sua madre confermandole che l’assassino è finalmente morto. Poco dopo, nella stessa stanza viene portato anche l’agente Hawkins, operato per la ferita alla gola e come Laurie in fase di convalescenza. Allyson desidera trovare e uccidere Myers per vendicare suo padre, così si unisce alla folla di vigilanza riappacificandosi con Cameron.
Durante la perlustrazione di Haddonfield, Lindsey, Marion, Marcus e Vanessa notano due bambine in un parco e Lindsey ordina loro di tornare a casa. Sfortunatamente vengono raggiunti da Michael che uccide brutalmente Marion, Marcus e Vanessa, mentre Lindsey, dopo essere stata aggredita, riesce a nascondersi per poi venire salvata da Lonnie, Cameron, Allyson e Tommy. Lindsey viene quindi portata in ospedale e ricoverata mentre Tommy informa Laurie dei nuovi omicidi e del fatto che Michael è ancora vivo. Laurie decide quindi di affrontare nuovamente il suo nemico anche se indebolita dalla ferita.
Mentre l'ospedale continua a riempirsi, Tommy scorge lo stesso paziente evaso dall’ospedale psichiatrico con cui si scontrò poche ore prima e, scambiandolo per Michael, vi aizza contro la folla, scatenando il caos e causando la morte dell’uomo che si getta da una finestra per paura di essere linciato. A causa di ciò, l'ex sceriffo Leigh Brackett fa notare come Myers stia trasformando tutti loro in dei mostri.
Nel frattempo Michael continua la sua carneficina: torna nella sua vecchia casa e massacra brutalmente la coppia gay che vi risiede per poi rimanere nascosto li dentro. Lonnie, Cameron e Allyson capiscono come il percorso degli omicidi di Myers conduca verso la sua casa natale, così vi si recano e Lonnie vi entra da solo. Cameron scorge il cadavere del padre Lonnie sul soffitto e viene subito attaccato dall’assassino che lo accoltella e lo uccide. Allyson, nel tentativo di salvare il ragazzo, pugnala l’assassino ma inutilmente. Viene infatti buttata giù dalle scale rompendosi una gamba e, quando Myers sta per ucciderla, viene salvata da Karen che infilza un forcone nella schiena di Michael.
La donna ruba la maschera al killer ed inizia a scappare, inseguita da Michael fino a una strada vicina, dove l’assassino viene accerchiato dagli abitanti di Haddonfield desiderosi di vederlo morto e viene quindi bastonato e preso a colpi di pistola per poi essere finito da Karen che lo pugnala col suo stesso coltello lasciandolo a terra, stremato e apparentemente morto. Tuttavia, quando Brackett è in procinto di sparare a Michael per assicurarsi che muoia definitivamente, quest’ultimo si riprende, sgozza Brackett e uccide tutta la folla, compreso Tommy. La stessa Karen viene uccisa da Michael mentre si era recata nella sua casa natale in cerca della figlia.

## Produzione
Nel giugno 2018, Danny McBride annuncia la realizzazione di due sequel di Halloween girati back to back, ma nel settembre successivo il produttore Jason Blum dichiara di aspettare il successo del film prima di girare il seguito, bloccando le riprese consequenziali.
Le riprese del film sono iniziate il 16 settembre 2019 e si sono concluse il 3 novembre successivo.
Il budget del film è stato di 20 milioni di dollari.

## Promozione
Il primo teaser trailer del film viene diffuso l'8 luglio 2020.

## Distribuzione
La pellicola, inizialmente fissata per l'ottobre 2020, è stata rimandata di un anno a causa della pandemia di COVID-19 ed è stata presentata fuori concorso alla 78ª Mostra internazionale d'arte cinematografica di Venezia il 9 settembre 2021, poi distribuita nelle sale cinematografiche statunitensi dal 15 ottobre 2021 ed in quelle italiane dal 21 ottobre.

### Divieti
Negli Stati Uniti il film è stato vietato ai minori di 17 anni non accompagnati da adulti per la presenza di forte violenza sanguinosa, immagini cupe, linguaggio scurrile e uso di droghe.

## Accoglienza

### Incassi
La pellicola ha incassato 4,8 milioni di dollari nelle anteprime notturne di giovedì 14 ottobre, superando A Quiet Place II, diventando la miglior apertura di sempre per un titolo Rated R. Il primo giorno ha incassato 22,8 milioni di dollari, debuttando al primo posto nelle classifiche mondiali.
A fine corsa ha incassato 92 milioni di dollari nell'America del Nord e 39,6 nel resto del mondo, per un totale di 131,6 milioni di dollari.

## Riconoscimenti
- 2022 - MTV Movie & TV Awards[13]
  - Candidatura per il miglior cattivo a James Jude Courtney
  - Candidatura per la performance più terrorizzante a Kyle Richards

## Sequel
Il sequel, intitolato Halloween Ends, è stato distribuito dal 14 ottobre 2022.